# Antonio Caveri
Antonio Francesco Caveri (Genova, 2 aprile 1811 – Genova, 23 febbraio 1870) è stato un politico e giurista italiano.

## Biografia
Figlio di Cesare e di Emilia Curotti, Antonio Caveri si laureò in giurisprudenza presso l'Università di Genova, ottenendo nel 1847 la cattedra di ordinario di Principi razionali del diritto e degli elementi di diritto pubblico presso il medesimo ateneo. Nominato provvisoriamente vicerettore dell'Università di Genova nel 1859, divenne professore di Storia del diritto (1861-1863) e fu professore ordinario di Introduzione generale alle scienze giuridiche e politico-amministrative dal 1863 al 1865. Nel 1860 venne nominato Senatore del Regno di Sardegna e nel 1863 fu anche l'anno in cui Caveri si candidò per l'elezione a sindaco di Genova, risultando eletto.
Rimasto nell'ambito universitario, divenne preside della facoltà di giurisprudenza dell'Università di Genova dal 25 novembre 1866 al 25 novembre 1868, venendo quindi eletto Rettore dell'Ateneo genovese (10 ottobre 1868-23 febbraio 1870).
Parallelamente proseguì anche la sua carriera politica venendo nominato presidente del Consiglio provinciale di Genova per due volte (1860-1862; 1863-1869), essendo già stato nominato consigliere comunale di Genova (1849-1863) e assessore (1850-1863). In campo sociale fu anche direttore della Raccolta della Giurisprudenza commerciale italiana e presidente della Società ligure di storia patria (1866-1870).